# Ian Armstrong
Pour les articles homonymes, voir Armstrong.
Ian Armstrong est un footballeur anglais né le 16 novembre 1981 à Fazackerley.

## Carrière
- 2000-2001 : Liverpool  Angleterre
- 2001-2005 : Port Vale FC  Angleterre